# Holstentorhalle

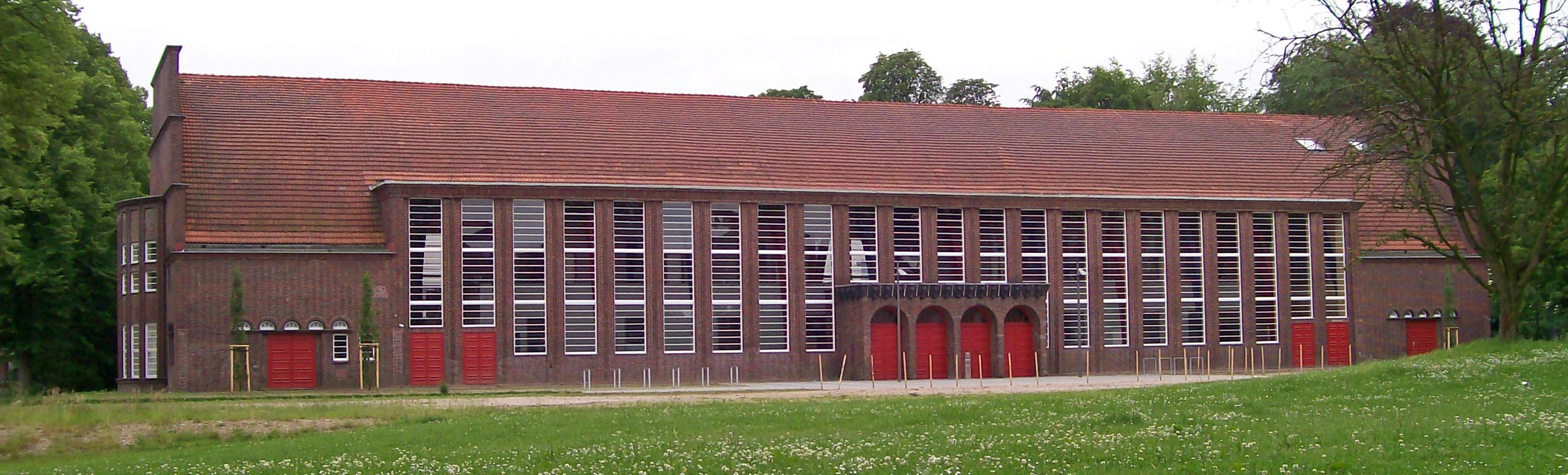
Holstentorhalle nach der Sanierung 2007

Die Holstentorhalle ist eine unter Denkmalschutz stehende ehemalige Messe- und Ausstellungshalle des Backsteinexpressionismus in der Hansestadt Lübeck (Schleswig-Holstein). 2007 wurde die Halle nach einem umfangreichen Umbau der Musikhochschule Lübeck als Übungs- und Unterrichtsgebäude übergeben.

## Geschichte
1913 schenkte der Lübecker Kaufmann und Senator Emil Possehl der Stadt Lübeck 800.000 Mark für ein Volkshaus in unmittelbarer Nachbarschaft des Holstentors und der Salzspeicher. Es sollte den Namen Kaiser-Wilhelm-Volkshaus tragen. Der Bau kam wegen des Ersten Weltkriegs zunächst nicht zustande. Erst in den 1920er Jahren wurde das Vorhaben umgesetzt.
Der Architekt und Lübecker Oberbaurat Friedrich Wilhelm Virck entwarf die Backsteinhalle mit Spitzbogendach aus Holzbindern. Als 700-Jahr-Halle wurde sie im September 1926 zur Jubiläumsfeier der Lübecker Reichsfreiheit, die nur noch elf Jahre bestehen sollte, mit einer Handwerks- und Gewerbemesse eröffnet.
Ernst Thälmann hielt 1929 in der Halle eine Rede; 1933 nahm Willy Brandt vor seiner Emigration noch unter seinem Geburtsnamen Herbert Frahm an einer Antifaschistischen Aktion teil, bei der er auch als Redner auftrat.
In der Zeit des Nationalsozialismus wurden nordische Feierstunden in der Halle veranstaltet. 1938 wurde Getreide eingelagert. Nach Ende des Zweiten Weltkriegs wurde die Halle, die inzwischen den Namen Holstentorhalle trug, von Sportvereinen genutzt. In den folgenden Jahrzehnten wurde die unter Vernachlässigung leidende Halle sowie die davor liegende Grünfläche auch vom Deutschen Gewerkschaftsbund, der seinen Sitz im benachbarten neuen Gewerkschaftshaus hat, für Familienfeste zum Abschluss der Maikundgebungen genutzt.
In den 1970er Jahren erwog die Stadt Lübeck einen Abriss, um Platz für ein Warenhaus des Horten-Konzerns zu schaffen. 1981 startete die Bürgerinitiative Rettet Lübeck eine bundesweit wahrgenommene und letztlich erfolgreiche Initiative gegen den geplanten Abriss. Als Konsequenz wurde im Januar 1990 die Holstentorhalle unter Denkmalschutz gestellt. Sie diente zudem als Konzert- und Veranstaltungshalle, bis 1994 die Musik- und Kongresshalle fertiggestellt war. 2003 und 2004 wurde auf der Freifläche vor der Halle die Eisskulpturenschau Ice World veranstaltet, wobei Zeltbauten die Halle verdeckten.
2005 wurde der Umbau des Halleninneren unter Leitung des Architekten Kuno Dannien begonnen, Mauerwerk und Dach wurden saniert. Dafür stellte die Possehl-Stiftung 3,5 Millionen Euro zur Verfügung. Zwei Etagen mit Proben- und Chorräumen, Musikstudio und Hörsälen wurden eingebaut. Die Dachkonstruktion blieb dabei den Auflagen des Denkmalschutzes entsprechend sichtbar. Am 28. April 2007 wurde die Holstentorhalle zur Nutzung an die Musikhochschule übergeben.
Die Halle befindet sich im Besitz der Stadt Lübeck, die Einbauten gehören dem Land Schleswig-Holstein als Träger der Musikhochschule. Das Land finanzierte mit 350.000 Euro vier Flügel sowie die informationstechnische Ausstattung. Mit dem Hauptkomplex der Musikhochschule auf dem gegenüber liegenden Ufer der Trave ist die Holstentorhalle über eine im Frühjahr 2007 fertiggestellte Fußgängerbrücke verbunden, die im Volksmund bereits Professorenbrücke genannt wird.

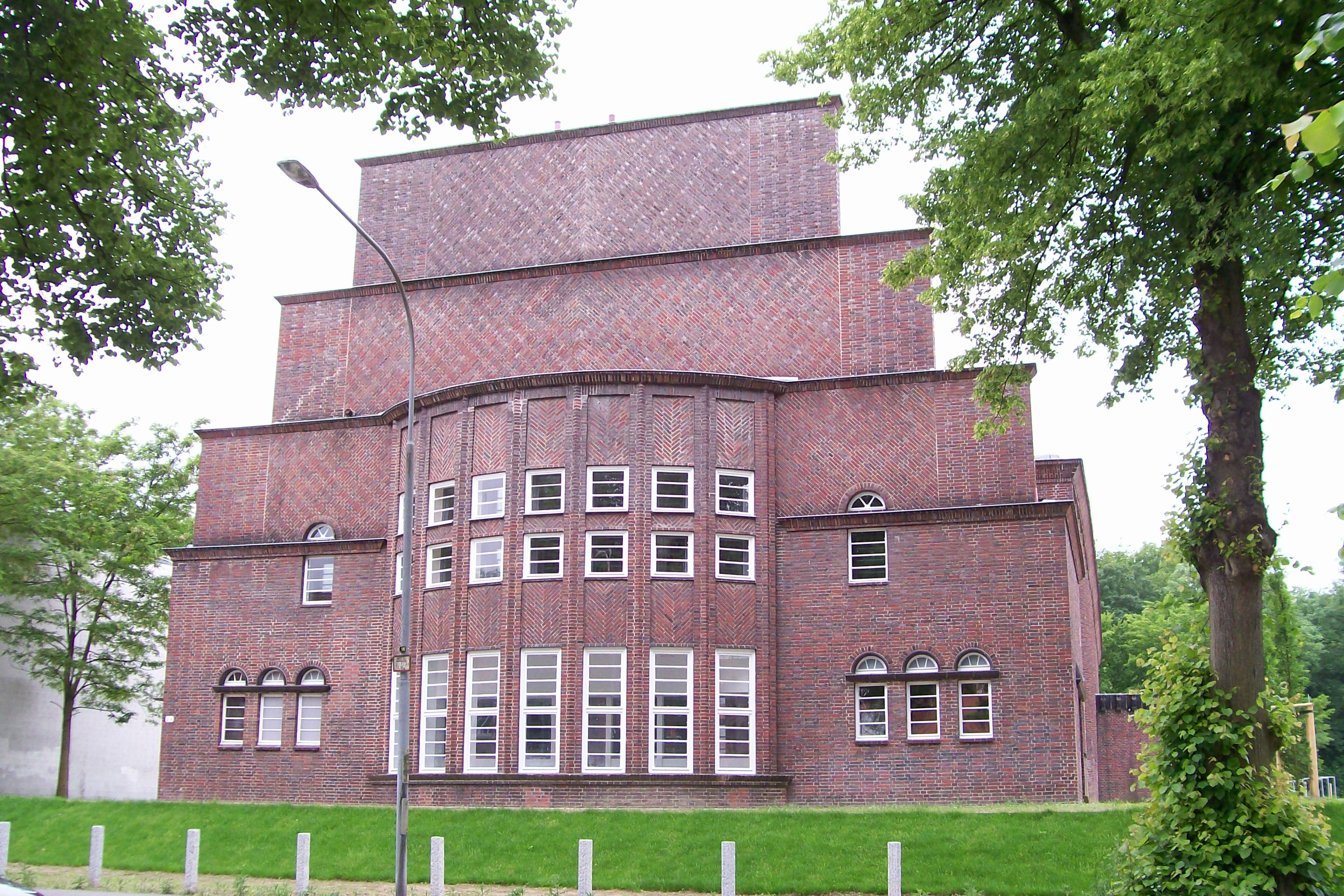
Seitenansicht mit Treppengiebel
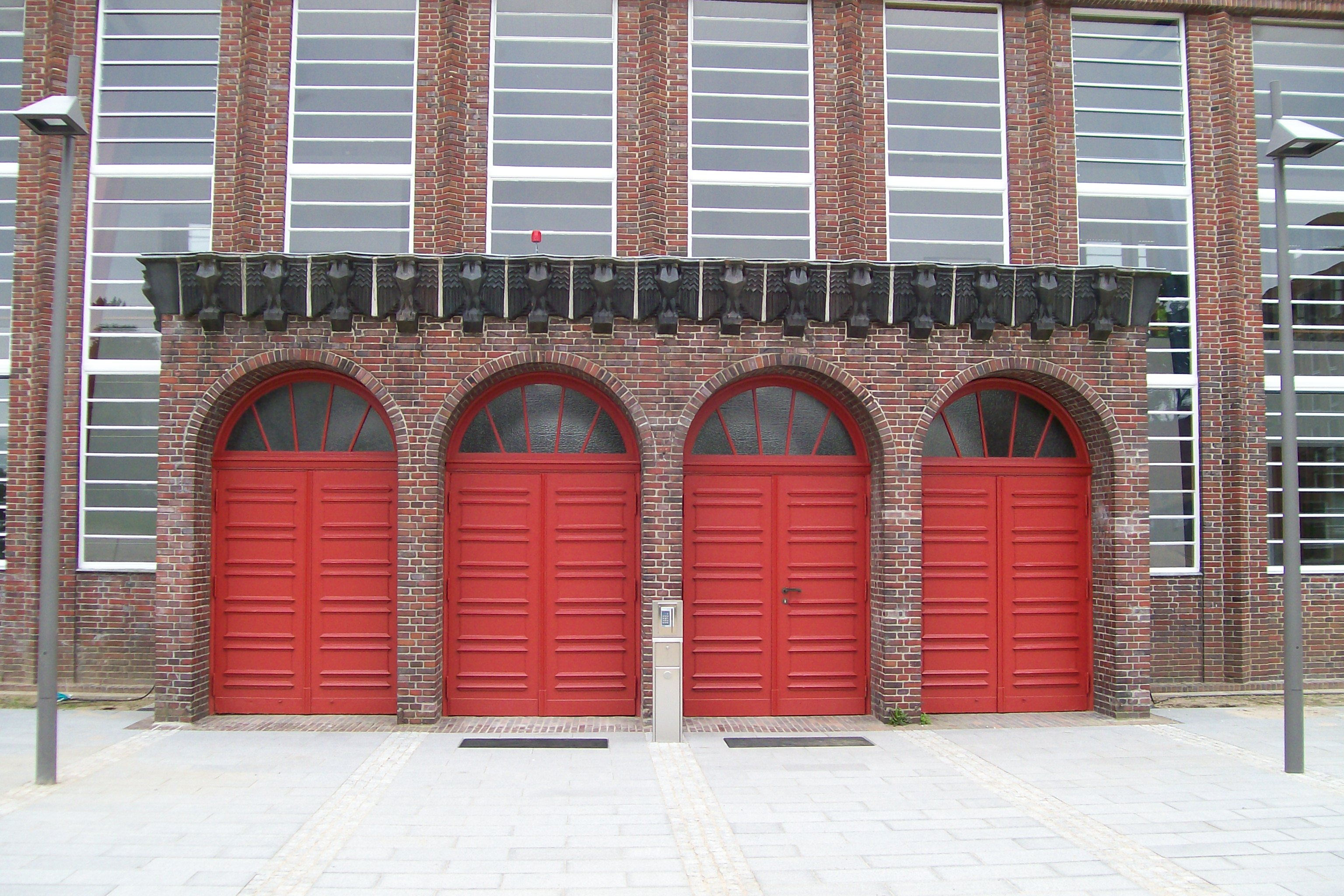
Portal mit Doppeladlerfries
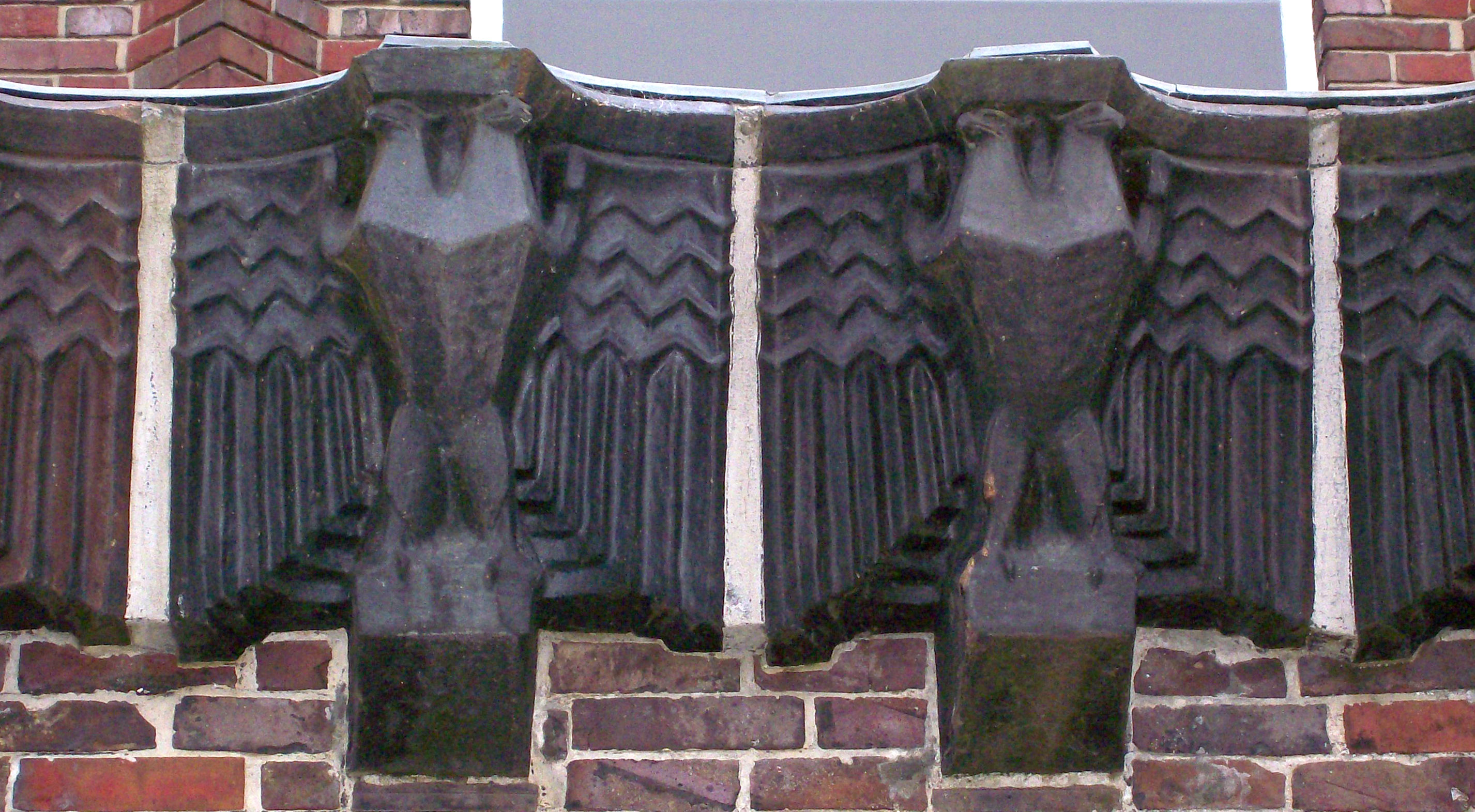
Detail des in Klinker ausgeführten Doppeladlerfrieses
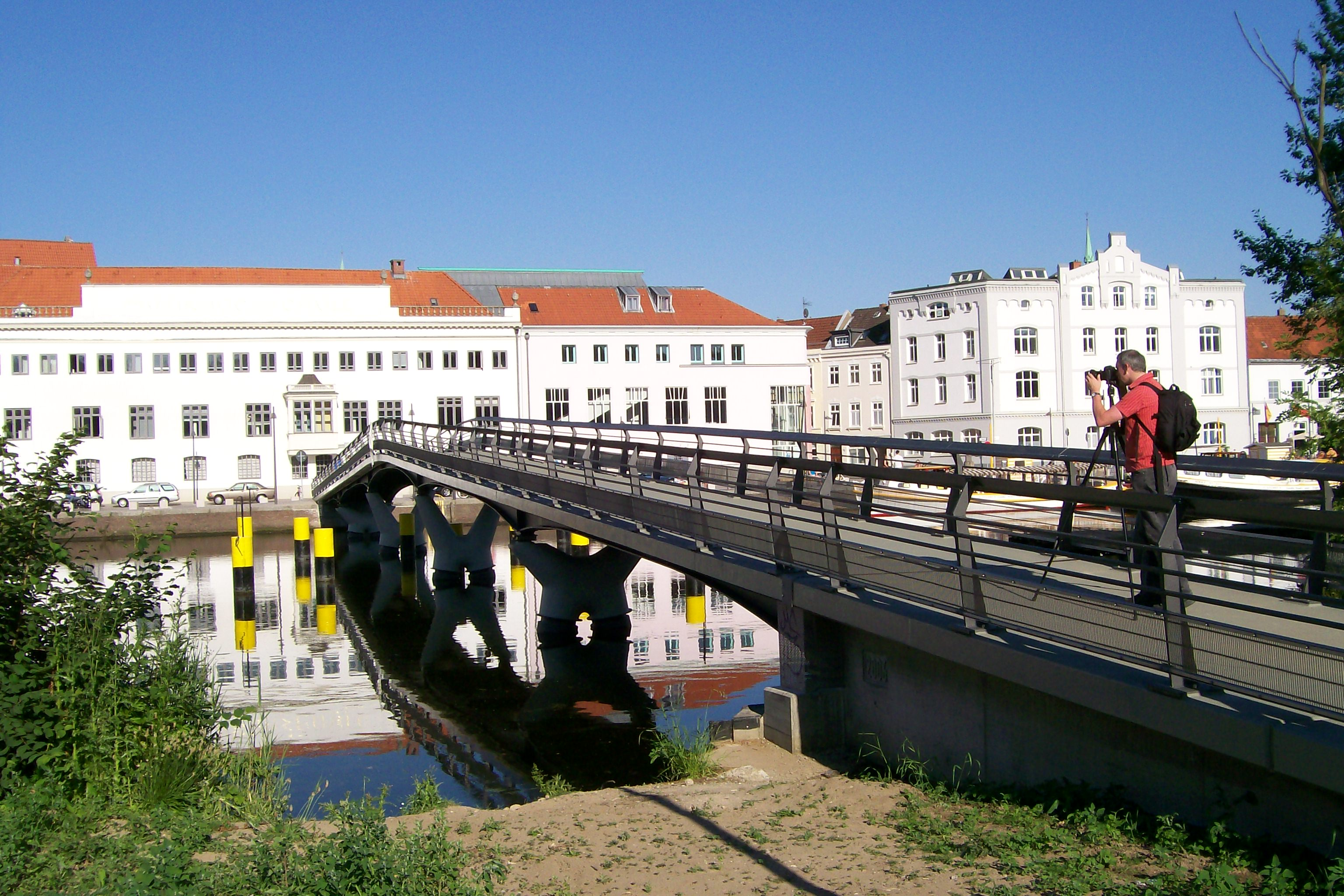
Fußgängerbrücke zur Musikhochschule, „Professorenbrücke“ genannt